# Бенд (Калифорнија)
Бенд (енгл. Bend) насељено је место без административног статуса у америчкој савезној држави Калифорнија.

## Демографија
По попису из 2010. године број становника је 619.
| Група             | 2000.    | 2010.       |
| Белци             | 0 (0,0%) | 540 (87,2%) |
| Афроамериканци    | 0 (0,0%) | 4 (0,6%)    |
| Азијати           | 0 (0,0%) | 3 (0,5%)    |
| Хиспаноамериканци | 0 (0,0%) | 48 (7,8%)   |
| Укупно            | 0        | 619         |